# Doubaiazete
Doubaiazete (em turco: Doğubayazıt), Bazide (em curdo: Bazîd) ou Baiazate (em armênio: Բայազետ; romaniz.: Bayazet) é uma cidade e distrito da Turquia, na província de Are e na região da Anatólia Oriental. O distrito tem 2 250 km² de área e em dezembro de 2021 tinha 118 643 habitantes (densidade: 52,7 hab./km²), dos quais 80 061 na sua capital.

## Nome
O nome atual da cidade de Doubaiazete deriva de Baiazite, que foi introduzido pelo Império Otomano desde o século XVI. Foi proposto que seja uma referência ao sultão otomano Bajazeto I (r. 1389–1403) ou ao irmão do sultão jalaírida Amade Jalair (r. 1382–1410), o príncipe Bajazeto. Apesar disso, é possível que surgiu de uma corrupção de alguma forma nativa armênia, haja vista a menção de "Berdene Biazti" (Բերդն Բիազտի, Berdn Biazti) por Araquel de Tabriz a partir de uma cópia de 1451 do Haysmavurk (um livro litúrgico). De todo modo, antes do século XV, era referida como Dariunque (Դարյունք, Dariunk’), Dareunque (Դարևունք, Dareunk’), Daroinque (Դարոյնք, Daroynkʿ), Dareonque (Դարեոնք, Dareonk’) etc. Ptolemeu chamou-a Terua (em grego: Τερούα, Teroúa), de uma possível forma *Derua (Δερούα, *Deroúa).

## História
O atual assentamento de Doubaiazete se desenvolveu a alguns quilômetros de distância da antiga fortaleza armênia que lhe deu nome. Abaixo das fundações foram identificados resquícios de ocupação desde o século VIII a.C., do Reino de Urartu. A primeira menção em fontes armênias à fortaleza ocorreu no século V, a respeito de fatos históricos do século precedente. Ela pertenceu aos reis arsácidas do Reino da Armênia até o século V, quando foi adquirida pelos bagrátidas. No início do século X, ficou momentaneamente sob controle do emir sájida Iúçufe ibne Abi Alçaje até sua conquista pelo rei Cacício I (r. 904–943/4). Em 1020, foi conquistada pelo Império Bizantino, mas rendida ao Império Seljúcida 50 anos depois. Tamerlão (r. 1370–1405) ocupou brevemente a região onde a cidade se localiza. No início do século XV, fazia parte dos territórios do Império Safávida na Armênia Ocidental, mas foi conquistada pelo sultão Solimão, o Magnífico (r. 1520–1566) no rescaldo de sua vitória na guerra de 1532–1555. Dada sua proximidade com a fronteira iraniana, os otomanos atribuíram aos beis curdos locais a responsabilidade de defendê-la como governadores semiautônomos até o século XIX.
Aquando de sua incorporação no Império Otomano, a cidade e seu distrito circundante (caza) foram incorporados ao eialete de Erzurum, ao qual foram subordinados até o início do século XIX, quando formaram um paxalique próprio. Na segunda metade do século, foram incorporados ao vilaiete de Erzurum. Sabe-se que no século XVIII a cidade era muito povoada e abrigava ao menos dois mil residentes armênios. No mesmo período é mencionada uma diocese, subordinada à sé apostólica de Echemiazim (atual Valarsapate) da Igreja Armênia. Em 1735, tropas safávidas destruíram parte do assentamento, mas não tomaram a fortaleza. No tempo da Guerra Russo-Turca de 1806–1812, sua população era de 1 735 armênios e 310 muçulmanos. Serovbe de Erzurum, que estava na cidade em 1812, mencionou uma população de 12 mil pessoas. Durante a Guerra Russo-Turca de 1828–1829, o assentamento foi severamente destruído. Em 1829, de acordo com fontes estatísticas russas, tinha sete mil habitantes, a maioria dos quais eram armênios. No rescaldo do conflito, os armênios migraram em massa e suas casas foram gradualmente ocupadas por curdos. Anos depois, a cidade sofreu grandes danos com os sismos que duraram de 20 de junho a 28 de setembro de 1840. Em 1854, em meio aos confrontos da Guerra da Crimeia (1853–1856), foi novamente invadida pelos russos.
Em 27 de abril de 1877, o general russo de origem armênia Arshak Ter-Gukasov capturou a cidade. Em resposta, tropas otomanas e curdas contra-atacaram entre 6 e 29 de junho e no processo destruíram a quase totalidade de Doubaiazete. Das 300 casas armênias registradas, apenas 100 foram salvas e muitos habitantes fugiram para Macu e Carse. Após a destruição, foram contabilizadas 260 famílias residentes, das quais 134 eram turcas, 108 curdas e 18 armênias. No início do século XX, estima-se que a população do distrito era de 52 544 pessoas, das quais 10 505 eram armênios, mas na capital não excederam duzentos a trezentos residentes. Em 1909, a cidade tinha cerca de mil habitantes, dos quais 350 era armênios. Dada a presença de terras férteis, lagos e planícies e rica fauna e flora, os residentes do distrito ocupavam-se da agricultura, jardinagem e pecuária. Na capital, por conseguinte, desenvolveu-se o artesanato e o comércio, com ao menos 200 lojas registradas em Doubaiazete, sobretudo pertencentes a comerciantes armênios. Em 1914, às vésperas da Primeira Guerra Mundial, houve uma sensível recuperação da população na capital, que registrou cinco mil habitantes, dos quais dois mil eram armênios, e o restante turcos e curdos. Em 1914, a cidade foi reocupada pelos russos. Em 1918, foi devolvida aos otomanos, que deportaram todos os residentes armênios. Hoje, a cidade tem um tamanho modesto e é habitada apenas por curdos e turcos. Os curdos também seriam parcialmente dispersos desde a supressão da Revolta de Ararate de 1930.

### Patrimônio histórico

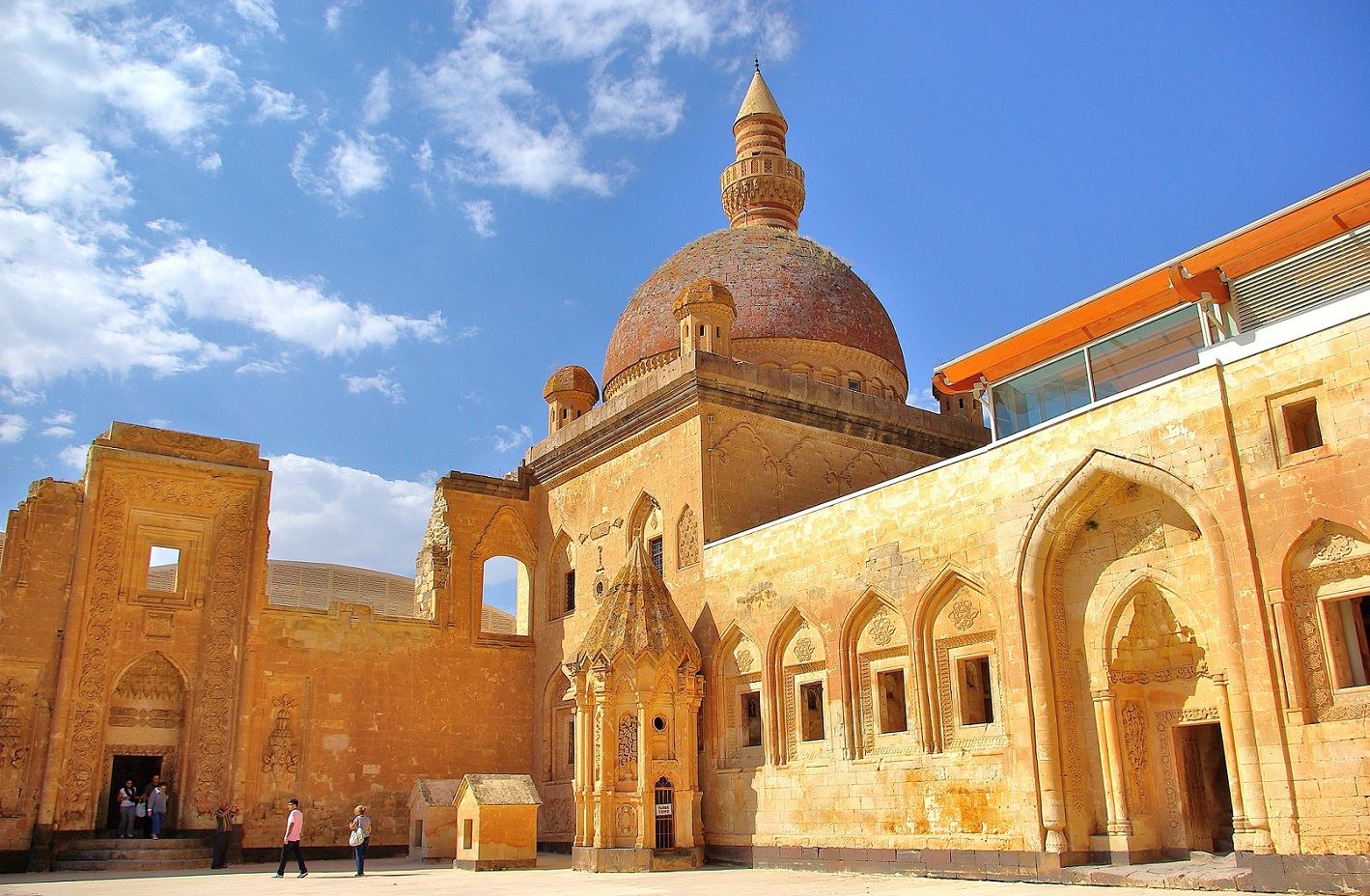
Palácio de Ixaque Paxá

Em Doubaiazete sobreviveram, a oeste, na base de um cânion acidentado, os restos de antigas ocupações no sítio; a leste, no flanco norte da estrada, a fortaleza, que circunda um afloramento; e no flanco sul, o cemitério armênio e o Palácio de Ixaque Paxá. Antes da Primeira Guerra Mundial, havia uma escola armênia, três mesquitas e duas igrejas, uma dedicada a São Precursor (Surb Karapet), que foi construída em pedra com telhado de madeira, e outra a São Vardanes (Surb Vardan).

## Geografia
O centro do distrito fica ao sul das montanhas Aras, a cerca de 25 quilômetros a sudoeste do monte Ararate, próximo ao monte Tendureque, que faz parte das montanhas Salcanse, a uma altitude de cerca de 1 900 metros. É cercado em três lados por penhascos rochosos e é aberto no lado leste, de onde se avista a planície de Guernavuque. O rio Conatique flui nas cercanias e sobre o qual há uma ponte de pedra de arco único. Administrativamente, Doubaiazete faz parte da atual província de Are, na Turquia, e está perto da fronteira com o Irã, sobre a estrada que liga Erzurum com Tabriz.

### Subdivisões
O distrito é formado pelo município (em turco: belde) de Doubaiazete e 85 aldeias (köy):
- Actarla (Aktarla)
- Actulu (Aktuğlu)
- Alentepe (Alıntepe)
- Axaetávela (Aşağıtavla)
- Atabacane (Atabakan)
- Airance (Ayrancı)
- Bardacle (Bardaklı)
- Barende (Barındı)
- Bascoi (Başköy)
- Berequete (Bereket)
- Besler
- Bezircane (Bezirhane)
- Bincaia (Binkaya)
- Bozcurte (Bozkurt)
- Boziaila (Bozyayla)
- Bolujeque (Bölücek)
- Bulacbaxe (Bulakbaşı)
- Buiureti (Buyuretti)
- Calache (Hallaç)
- Calejique (Kalecik)
- Carabulaque (Karabulak)
- Caraburune (Karaburun)
- Caraja (Karaca)
- Caraquente (Karakent)
- Carasseique (Karaseyh)
- Cargaconmaz (Kargakonmaz)
- Cazane (Kazan)
- Chalecoi (Çalıköy)
- Chetenli (Çetenli)
- Chiftlicoi (Çiftlikköy)
- Chomecheli (Çömçeli)
- Cuchaque (Kucak)
- Cutlubulaque (Kutlubulak)
- Dadelene (Dağdelen)
- Dalbaqueche (Dalbahçe)
- Demirtepe
- Dolacle (Dolaklı)
- Dostali
- Enjessu (Incesu)
- Esquissu (Eskisu)
- Esnemez
- Gocchecainaque (Gökçekaynak)
- Goler (Göller)
- Goliuzu (Gölyüzü)
- Gozucara (Gözükara)
- Guluje (Güllüce)
- Gultepe (Gültepe)
- Gungorene (Güngören)
- Guniolu (Günyolu)
- Gurbulaque (Gürbulak)
- Iamurduxene (Yağmurdüşen)
- Ialensaz (Yalınsaz)
- Ianoba (Yanoba)
- Iaigueniurte (Yaygınyurt)
- Ienicarmane (Yeniharman)
- Iinchal (Yığınçal)
- Ielanle (Yılanlı)
- Iitiatae (Yiğityatağı)
- Iucaretávela (Yukarıtavla)
- Meliquexaque (Melikşah)
- Mescitecoi (Mescitköy)
- Ortadireque (Ortadirek)
- Ortacoi (Ortaköy)
- Ormeli (Örmeli)
- Ortulu (Örtülü)
- Pulutarla (Pullutarla)
- Quezelcaia (Kızılkaya)
- Sadeche (Sağdıç)
- Salecsuiu (Sağlıksuyu)
- Sarebeieque (Sarıbıyık)
- Sarechavuxe (Sarıçavuş)
- Sazoba
- Seslitaxe (Seslitaş)
- Somecaia (Somkaya)
- Subexii (Subeşiği)
- Sulucheme (Suluçem)
- Tanectepe (Tanıktepe)
- Telchequer (Telçeker)
- Topechatane (Topçatan)
- Tulumelu (Tulumlu)
- Tutaque (Tutak)
- Uzuniaze (Uzunyazı)
- Uchegoze (Üçgöze)
- Uchemurate (Üçmurat)
- Uzenguili (Üzengili)